# 自動馬格南III型半自動手槍
AMT自動馬格南III型（英語：AMT AutoMag III；AutoMag，意為：「自動馬格南」；III，罗马数字，意為：3）是一把由美国槍械製造商阿卡迪亞機器及工具公司（簡稱：AMT）製造的大型單動操作型半自動手槍。發射.30卡賓槍彈（英語：.30 Carbine）或9毫米溫徹斯特馬格南子彈。

## 歷史和設計
自動馬格南III型是由哈利·桑福德（英語：Harry Sanford）所研發，他亦是最初的.44自動馬格南手槍研發者。和自動馬格南II型半自動手槍一樣，同前是由高標手槍製造公司（英語：High Standard）作市場營銷。此槍曾經在1990年代後期停產，但2004年高標手槍製造公司決定再次生產。
自動馬格南III型嚴格而言並非發射馬格南子弹，而是發射原本來自二战時期M1卡宾枪所發射的.30卡賓槍彈。該手槍由不鏽鋼所製造和以8發可拆卸式彈匣供彈，大型槍身的自動馬格南III型是首把膛室設計是可以成功裝填.30卡賓槍彈的自動裝填手槍。

## 流行文化

### 电影
- 2013年—《辣手警花》：為香農·穆林斯（Shannon Mullins，梅利莎·麥卡錫飾演）擁有，由莎拉·雅許朋（Sarah Ashburn，珊卓·布拉克飾演）所使用。

## 資料來源
1. ↑  .   [2009年10月10日]. （原始内容存档于2009年8月19日）.

- （英文）—Ian's AMT Information site

## 外部連結
- （英文）—Owner's Manual
- （英文）—Modern Firearms—AMT Automag II III IV and V pistols （页面存档备份，存于）